# فردریک سیمن
فردریک سیمن (انگلیسی: Frederic Seaman; ۲ ژانویهٔ ۱۹۰۶ – ۲۱ سپتامبر ۲۰۰۰) بازیکن هاکی روی چمن اهل هند بود.
وی به‌همراه تیم ملی هاکی روی چمن مردان هند به قهرمانی بازی‌های المپیک تابستانی ۱۹۲۸ دست پیدا کرده‌است.